# Vittorio Bissaro
Vittorio Bissaro (Verona, 1 de junio de 1987) es un deportista italiano que compite en vela en la clase Nacra 17.
Ganó dos medallas en el Campeonato Mundial de Nacra 17, oro en 2019 y bronce en 2016, y tres medallas en el Campeonato Europeo de Nacra 17 entre los años 2014 y 2020.
Participó en los Juegos Olímpicos de Río de Janeiro 2016, ocupando el quinto lugar en la clase Nacra 17.

## Palmarés internacional
| \| Campeonato Mundial \| Campeonato Mundial \| Campeonato Mundial \| Campeonato Mundial \| \| Año \| Lugar \| Medalla \| Clase \| \| ------------------ \| --------------------------- \| ------------------ \| ------------------ \| \| 2016 \| Clearwater (Estados Unidos) \| Medalla de bronce \| Nacra 17 \| \| 2019 \| Auckland (Nueva Zelanda) \| Medalla de oro \| Nacra 17 \| \| Campeonato Europeo \| \| \| \| \| Año \| Lugar \| Medalla \| Clase \| \| 2014 \| La Grande-Motte (Francia) \| Medalla de plata \| Nacra 17 \| \| 2015 \| Barcelona (España) \| Medalla de bronce \| Nacra 17 \| \| 2020 \| Attersee (Austria) \| Medalla de bronce \| Nacra 17 \| |                             |                   |          |
| Campeonato Mundial |                             |                   |          |
| Año | Lugar                       | Medalla           | Clase    |
| 2016 | Clearwater (Estados Unidos) | Medalla de bronce | Nacra 17 |
| 2019 | Auckland (Nueva Zelanda)    | Medalla de oro    | Nacra 17 |
| Campeonato Europeo |                             |                   |          |
| Año | Lugar                       | Medalla           | Clase    |
| 2014 | La Grande-Motte (Francia)   | Medalla de plata  | Nacra 17 |
| 2015 | Barcelona (España)          | Medalla de bronce | Nacra 17 |
| 2020 | Attersee (Austria)          | Medalla de bronce | Nacra 17 |